# Легкі крейсери типу «Газелле»

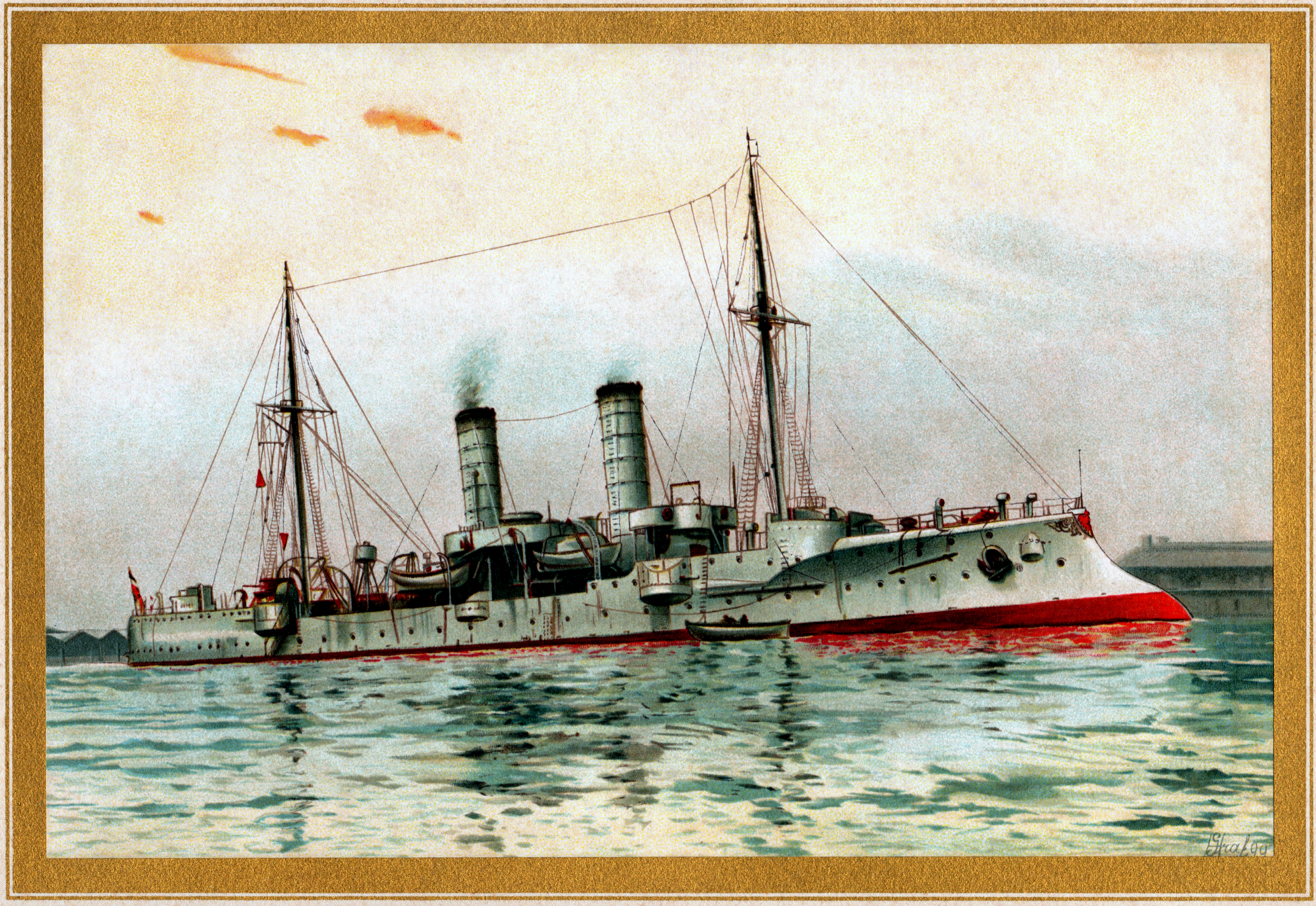
Літографія легкого крейсера «Газелле» 1902 року.

Тип «Газелле» - група з десяти легких крейсерів, побудованих для Імператорського флоту Німеччини на рубежі 20 століття. Вони були першими легкими крейсерами сучасної конструкції Імперського флоту і встановили основний напрям для всіх майбутніх німецьких легких крейсерів. Конструкція типу  «Газелле» мала забезпечити успішнє поєднання функцій розвідника флоту з «колоніальним» крейсером для охорони заморських володінь. Вони були озброєні  батарєєю гармат головного калібру 105 міліметріві парою торпедних апаратів, і були здатні досягати швидкісті 21,5 вузлів (39,8 км/год).  
Усі десять кораблів служили у складі ескадр флоту,  кілька певний час - на іноземних станціях впродовж десятиліття, що передувало початку Першої світової війни. Більшість використовувались як кораблі берегової оборони на початку війни. «Ariadne» був потоплений під час битви у Гельголандскій бухті у серпні 1914 року, «Undine» торпедований в Балтійському морі британським підводним човном в листопаді 1915 року, і «Frauenlob» був потоплений в Ютландській битві в травні 1916 року. Решта крейсерів пережили війну, продовживши службу у Рейхсмарине, за винятком «Gazelle», яка була розібрана на брухт у 1920 році. 
«Niobe» був проданий Югославії у 1925 та була перейменована на «Dalmacija». Решта крейсерів припинили службу до кінця 1920-х і використовувалися у допоміжних ролях чи були розібрані на металобрухт. «Medusa» та «Arcona» були перетворені на плавучі зенітні батареї у 1940 і були затоплені напикінці Другої світової війни. «Dalmacija» був двічі захоплений під час війни, спочатку італійцями і перйменований на «Cattaro», а потім після капітуляції Італії  німцями, які повернули кораблю його перше ім'я «Niobe». Крейсер налетів на мілину у грудні 1943 і пізніше був знищений  британськими торпедними катерами. «Amazone» залишився єдиним кораблем типу, що вижив у війні без ушкоджень як плавуча казарма, і в цій якості прослужила до 1954, після чого корабель утилізували. 